# Thomas Lumley (Statistiker)
Thomas Simon Lumley (* 1969) ist ein australischer Statistiker. Seit 2010 ist er Professor für Biostatistik an der University of Auckland. In seiner Forschung beschäftigt er sich hauptsächlich mit der Entwicklung von Methoden zur Datenanalyse sowie deren Anwendung.

## Werdegang
Lumley studierte ab 1987 an der Monash University im australischen Melbourne Reine Mathematik und war im Jahr 1990 als Gaststudent an der University of California, Berkeley in den Vereinigten Staaten. 1991 schloss er als Bachelor of Science ab. Von 1992 bis 1993 absolvierte er daraufhin einen Master of Science in Angewandter Statistik an der University of Oxford in Großbritannien. Anschließend arbeitete er von 1993 bis 1995 als Biostatistiker am NHMRC Clinical Trials Centre der Universität Sydney.
1995 nahm Lumley an der University of Washington in Seattle ein Promotionsstudium in Biostatistik auf, das er mit seiner Dissertationsschrift Marginal Regression Modelling of Weakly Dependent Data 1998 abschloss. Im Anschluss erhielt er am Fachbereich für Biostatistik der University of Washington eine Stelle als Assistant Professor und wurde dort 2003 zum Associate Professor befördert. Von 2009 bis 2010 war Lumley zudem am Fred Hutchinson Cancer Research Center tätig, das sich ebenfalls in Seattle befindet.
Im Jahr 2010 wurde Lumley innerhalb des Fachbereichs für Biostatistik an der University of Washington als Professor berufen. Im selben Jahr nahm er zudem einen Ruf der neuseeländischen University of Auckland an. Im Oktober 2010 übernahm er dort daraufhin die Professur für Biostatistik am Fachbereich für Statistik, bleibt jedoch auch weiterhin an der University of Washington affiliiert.
2012 wurde Lumley als Fellow der American Statistical Association geehrt. 2016 wurde er zudem als Fellow in die Royal Society of New Zealand aufgenommen, wobei insbesondere auf seine Beiträge zur Netzwerk-Metaanalyse und zu Case-Crossover Designs abgehoben wurde.
Lumley trägt als Mitglied des Entwicklerteams von R (R Core Team) zu dessen Entwicklung bei. Darüber hinaus veröffentlichte er mehrere Packages zur statistischen Datenanalyse mit R, darunter das Package survey zur Analyse von Umfragedaten sowie gemeinsam mit Terry M. Therneau das Package survival für Ereignisdatenanalyse.

## Werke (Auswahl)
- Complex Surveys: A Guide to Analysis Using R. John Wiley & Sons, Hoboken 2010, ISBN 978-0-470-28430-8
- Biostatistics: A Methodology for the Health Sciences. 2. Auflage. John Wiley & Sons, Hoboken 2004, ISBN 978-0-471-03185-7 (gemeinsam mit Gerald van Belle, Lloyd D. Fisher und Patrick J. Heagerty)